# التاريخ البحري القديم

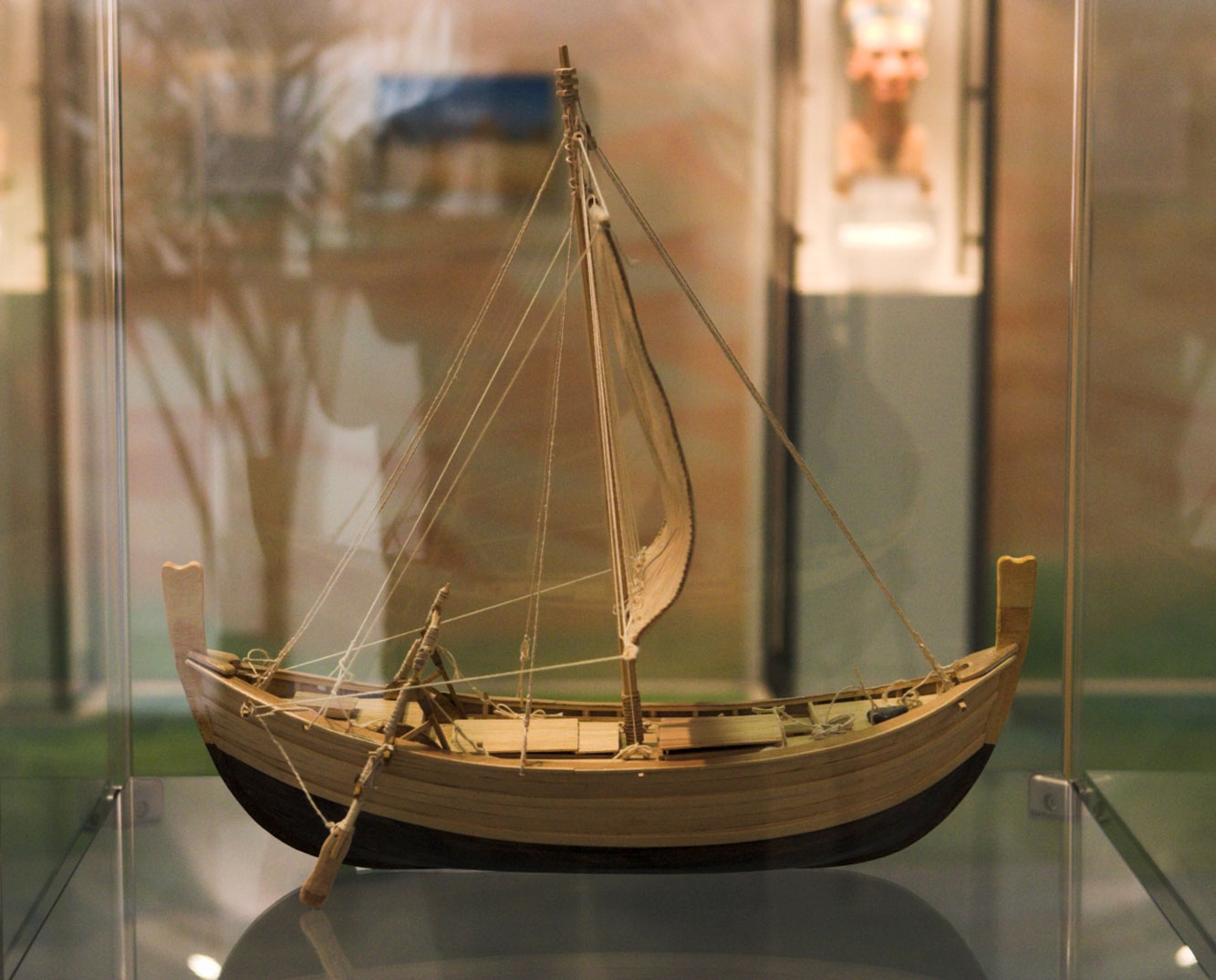

يعود التاريخ البحري إلى آلاف السنين. يعود دليل تاريخ التجارة البحرية بين الحضارات في التاريخ البحري القديم إلى ألفي سنة على الأقل. يُفترض أن قوارب ما قبل التاريخ الأولى كانت قوارب شجرية طورتها مجموعات سكانية مختلفة بصورة مستقلة. استخدِمت مختلف السفن في التاريخ القديم لصيد الأسماك الساحلية والسفر. عُثر على قارب شراعي من العصر الحجري المتوسط في جزيرة وايت في بريطانيا.
اخترعت الشعوب الأسترونيزية أول قوارب حقيقية تبحر في المحيطات، وذلك باستخدام تقنيات جديدة مثل القوارب المتعددة والقوارب الشراعية وأشرعة مخلب سرطان الماء وأشرعة التانيا. مكنت هذه الاختراعات الانتشار السريع للأسترونيزيين في جزر كل من المحيطين الهندي والمحيط الهادئ، والمعروفة باسم التوسع الأسترونيزي. وضعوا الأسس لطرق التجارة البحرية في جنوب آسيا وبحر العرب بنحو 1000 إلى 600 سنة قبل الميلاد، والتي أصبحت فيما بعد طريق الحرير البحري.
استورد المصريون التوابل من أرض «بنط» ومن الجزيرة العربية من خلال طرق تجارية عبر البحر الأحمر. اعتمدت العديد من الطرق البرية والبحرية المشتركة الراسخة على النقل المائي عبر البحر حول المناطق الداخلية الوعرة إلى الشمال في عهد يوليوس قيصر. عرف السومريون الملاحة بين الألفية الرابعة والثالثة قبل الميلاد. أدى البحث عن مصدر التوابل عبر طرق التجارة البحرية إلى ما سمي بعصر الاستكشاف في وقت لاحق.

## الملاحة البحرية القديمة

### ما قبل التاريخ البحري
توجد دلائل كالأدوات والآثار الحجرية تُركت على هيكل عظمي لوحيد القرن تشير إلى أن البشر القدماء عبروا البحر واستعمروا جزيرة لوزون الفلبينية في إطار زمني يعود إلى ما بين 777000 و631000 عام.
حدث أول عبور بحري من قبل الإنسان العاقل الحديث تشريحيًا قبل نحو 53000 إلى 65000 سنة، عندما هاجر السكان الأستراليون -الميلانيزيزن إلى أرض ساهول (أستراليا الحديثة وغينيا الجديدة) من شبه جزيرة ساندالاند المغمورة بالمياه الآن. ومع ذلك، فإن المسافات التي عبروها قصيرة نسبيًا، ومن غير المرجح أنهم استخدموا سفنًا بحريةً حقيقيةً. ربما عبروا باستخدام عوامات أو طوافات بدائية، أو عن طريق المصادفة، خاصة وأن الأستراليين -الميلانيزيزن لم يصلوا أبدًا إلى جزيرة ميلانيزيا الواقعة وراء حدود الرؤية بين الجزر حتى بعد الاتصال الأسترونيزي.
بدأ البشر بصيد الحيتان في عصور ما قبل التاريخ بحسب تاريخ صيد الحيتان، منذ 6000 عامًا على الأقل. أقدم طريقة معروفة لصيد الحيتان هي دفعها إلى الشاطئ ببساطة عن طريق وضع عدد من القوارب الصغيرة بين الحوت والبحر المفتوح ومحاولة تخويفهم بالضوضاء والحركة، وربما الأسلحة الصغيرة غير الفتاكة مثل السهام.

### التوسع الأسترونيزي
كان الأسترونيزيين أول البشر الذين ابتكروا تقنيات الإبحار التي تجوب المحيطات، أي القطمران (قارب مزدوج الهيكل)، وقارب الزورق (قارب مُدعم)، وأشرعة التانيا، وأشرعة مخلب سرطان الماء. هذا سمح لهم باستعمار جزء كبير من منطقة المحيط الهادئ الهندي خلال التوسع الأسترونيزي الذي بدأ نحو 3000 إلى 1500 قبل الميلاد، وانتهى باستعمار جزيرة القيامة ونيوزيلندا في القرنين العاشر والحادي عشر الميلادي. قبل القرن السادس عشر عصر الاستعمار، كان الأسترونيزيون أكثر المجموعات الإثنية اللغوية انتشارًا، إذ أبحروا عبر نصف الكوكب من جزيرة القيامة في شرق المحيط الهادئ إلى مدغشقر في غرب المحيط الهندي. أسسوا أيضًا لشبكات تجارية بحرية واسعة، من بينها شبكة من العصر الحجري الحديث بشرت لما أصبح يُعرف بطريق الحرير البحري.
يُعد استحواذ الشعوب غير الأسترونيزية في سريلانكا وجنوب الهند لتكنولوجيا قوارب الزوارق والقطمران نتيجة الاتصال المبكر للغاية للأسترونيزية مع المنطقة، بما في ذلك جزر المالديف وجزر لاكاديف. ويقدر أن هذا قد حدث ما بين 1000 إلى 600 قبل الميلاد وما بعده، وأدى إلى تطوير شبكات التجارة البحرية في الهند وسريلانكا. ربما شمل ذلك الاستعمار المحدود الذي استوعبوه منذ ذلك الحين. ما يزال هذا واضحًا في اللغات السريلانكية وجنوب الهند. على سبيل المثال تشتق كلمة سفينة في اللغات التاميلية والتيلوغوية والكنادية من كلمة باداو التي تعني المراكب الشراعية في لغة بروتو-هيسبريسون، وتوجد كلمات مشتركة بين اللغة الأسترونيزية واللغات الجاوية وكادزان وماراناو والسيبوانية والساموية والهاوائية والماورية.
وبالمثل حدث اللقاء الأول للسفن الصينية الكبيرة مع سفن جنوب شرق آسيا (ربما من الجاوية أو سومطرة) عن طريق التبادل التجاري خلال عهد سلالة هان الحاكمة (220 ق.م. - 200 م) مثلما سجلها المؤرخ الصيني وان تشن في القرن الثالث الميلادي في كتابه «أشياء غريبة من الجنوب». أدى ذلك إلى تطوير التقنيات البحرية الصينية لاحقًا، خلال عهد أسرة سونغ في القرن العاشر إلى الثالث عشر الميلادي.
عبر المستعمرون من بورنيو في المحيط الهندي غربًا ليستقروا في مدغشقر وجزر القمر بحلول عام 500 ميلادي وذلك في أقصى امتداد للتوسع الأسترونيزي.
كانت أول رحلة حقيقية للمحيطات في الشرق هي استعمار جزر ماريانا الشمالية في ميكرونيزيا من الفلبين. تبع ذلك المزيد من الهجرات جنوبًا وشرقًا إلى جزيرة ميلانيزيا حتى الجزر الواقعة خارج نطاق الرؤية بين الجزر مثل تونغا وساموا. احتلت هذه المنطقة حضارة لابيتا الأسترونيزية. بعد انقطاع استمر نحو ألفي عام، واصل البولينيزيون الأوائل الانتشار شرقًا إلى جزر كوك وبولينيزيا الفرنسية وهاواي وجزيرة القيامة ونيوزيلندا نحو 700 إلى 1200 ميلادي.

### الطرق والمواقع القديمة
عادةً ما بدأت الطرق البحرية القديمة للشحن العابر في الشرق الأقصى أو أسفل النهر ماديا براديش عبر بهروش التاريخية، لتعبر من خلال ساحل إيران ثم تنقسم حول حضرموت في اتجاهين شمالًا إلى خليج عدن ومن ثم إلى الشرق الأدنى، أو جنوبًا إلى الإسكندرية عبر موانئ البحر الأحمر مثل أكسوم. شمل كل طريق رئيسي للنقل العابر شحن قوافل الحيوانات، والسفر عبر البلاد الصحراوية، وخطر اللصوص والرسوم الباهظة من جانب الرجال المحليين.
بدأت التجارة البحرية بتجارة ساحلية أكثر أمانًا وتطورت مع استغلال الرياح الموسمية، ما أدى إلى عبور الحدود التجارية سريعًا مثل بحر العرب وخليج البنغال. لدى جنوب آسيا طرق تجارية بحرية متعددة ربطت بينها وبين جنوب شرق آسيا، الأمر الذي جعل السيطرة على مسار واحد من شأنه أن يجعل الاحتكار البحري صعبًا. منعت الروابط الهندية مع مختلف دول جنوب شرق آسيا اعتراض سُبل الطرق الأخرى. أصبحت تجارة السلع بالجملة ممكنة للرومان في القرن الثاني قبل الميلاد من خلال الاستفادة من طرق التجارة البحرية. يمكن للسفينة التجارية الرومانية أن تبحر عبر البحر المتوسط في شهر واحد بمعدل واحد إلى ستين من تكلفة الطرق البرية.

#### مملكة بنط
يعتقد العديد من علماء المصريات أن موقع مملكة بنط في منطقة الصومال المعاصرة، كان لدى مملكة بنط في العصور القديمة علاقات تجارية ثابتة مع المصريين القدماء وصدرت الموارد الطبيعية الثمينة مثل شجر المر واللبان والصمغ. استمرت هذه الشبكة التجارية حتى دخلت إلى العصر الكلاسيكي. انخرطت ولايات المدن موسيلون وأوبون ومالاو ومندس وتاباي في الصومال في شبكة تجارية مربحة تربط التجار الصوماليين بفينيسيا ومصر البطلمية واليونان وبارثيا الفارسية وبلاد سبأ والمملكة النبطية والإمبراطورية الرومانية. استخدم البحارة الصوماليون السفينة البحرية الصومالية القديمة المعروفة باسم بادن لنقل بضائعهم.